# Rue Marie-Andrée-Lagroua-Weill-Hallé
La rue Marie-Andrée-Lagroua-Weill-Hallé est une voie du 13e arrondissement de Paris, en France.

## Situation et accès

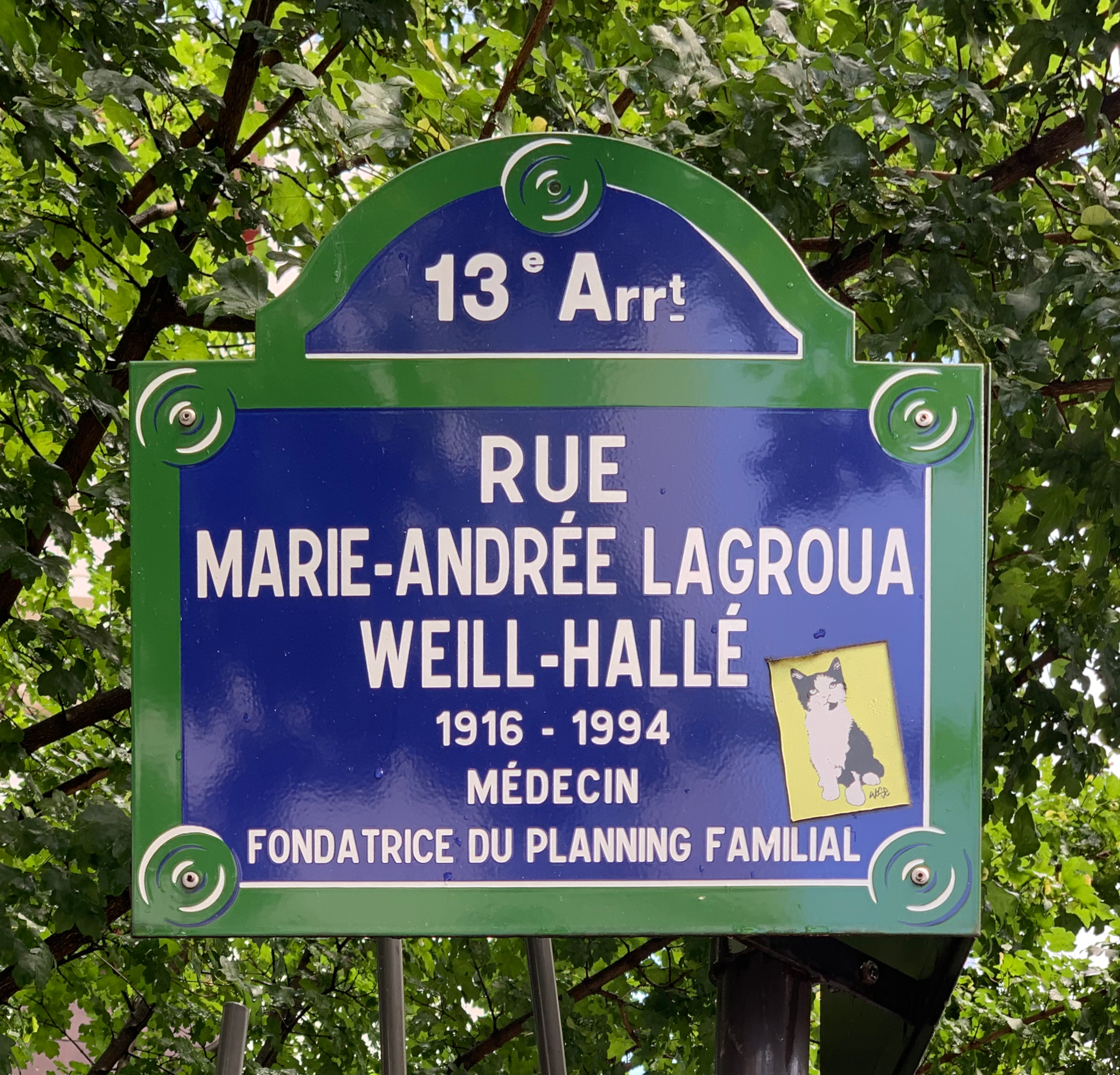
Plaque de la rue.

Cette rue débute au 34, rue Alice-Domon-et-Léonie-Duquet et se termine au 25, rue Thomas-Mann. Elle donne accès aux jardin de l'Avenue-de-France et au jardin Central, deux des trois jardins des Grands-Moulins - Abbé-Pierre ouverts en 2009.
Ce site est desservi par la ligne de métro de Paris 14 à la station Bibliothèque François-Mitterrand et la ligne C du RER à la gare de la Bibliothèque François-Mitterrand.

## Origine du nom
Elle porte le nom de Marie-Andrée Lagroua Weill-Hallé (1916-1994), gynécologue, fondatrice du mouvement la Maternité heureuse qui deviendra en 1960 le Mouvement français pour le planning familial.

## Historique
Cette voie privée est créée dans le cadre de l'aménagement de la ZAC Paris-Rive-Gauche sous le nom provisoire de « voie CX/13 » et prend sa dénomination actuelle le 9 mai 2003.